# Hucun, Fujian
Hucun är en köping i sydöstra Kina. Den ligger i Ninghua härad i staden Sanming i provinsen Fujian, omkring 250 kilometer väster om provinshuvudstaden Fuzhou. Antalet invånare är 12 913. Befolkningen består av 6 234 kvinnor och 6 679 män. Barn under 15 år utgör 16,0 %, vuxna 15-64 år 71 %, och äldre över 65 år 11,0 %.